# Puccini (film 1953)
Puccini è un film del 1953 diretto da Carmine Gallone.
Il soggetto e la sceneggiatura sono firmati dallo stesso Gallone oltre che da Leonardo Benvenuti, Glauco Pellegrini e Aldo Bizzarri.
La pellicola, girata a Cinecittà in co-produzione italo-francese, narra la biografia romanzata del compositore Giacomo Puccini.

## Trama
Il film narra la vita del compositore costellata di amori e sregolatezze, a partire dal periodo giovanile in cui, dopo essersi innamorato di Cristina che lo aveva aiutato a raggiungere il successo, convince Elvira, una mite ragazza di provincia, a seguirlo a Milano. Elvira gli dà presto un figlio e gli rimane vicina nonostante i suoi tradimenti. Cristina, divenuta ormai un famoso soprano, ricompare di nuovo nella vita del maestro e cerca di allontanarlo dalla compagna ma, dopo il trionfo de La bohème, spinto dalla riconoscenza verso Elvira, Giacomo decide di sposarla. Non per questo terminano le sue infedeltà e Elvira, sempre più sola, decide di separarsi dal marito. L'episodio del suicidio di una giovane domestica follemente innamorata di lui e il clamoroso insuccesso di Madama Butterfly sconvolgono la vita di Puccini: Elvira a questo punto si riconcilia con lui e gli rimane accanto assistendolo generosamente fino alla sua morte, avvenuta per una malattia incurabile che lo colpisce durante la composizione di Turandot.

## Produzione

### Cast
Gabriele Ferzetti tornerà a vestire i panni del musicista l'anno successivo nel film Casa Ricordi, diretto anch'esso da Gallone.

#### Cantanti d'opera nel cast
- Nelly Corradi (in Madama Butterfly)
- Gino Sinimberghi (in La bohème e Manon Lescaut)
- Giulio Neri
- Antonietta Stella
- Rosanna Carteri
- Dino Lopatto
- Dea Koronoff
- Gino Penno
- Beniamino Gigli

## Distribuzione
La distribuzione in Italia avvenne dal 29 aprile 1953; nello stesso anno il film entrò nel circuito cinematografico in Germania Ovest e, dall'anno successivo, negli altri paesi (in Germania Est il film uscì nel 1955).
In talune distribuzioni il titolo adottato fu: Puccini, vissi d'arte, vissi d'amore. In Francia venne distribuito con il titolo: Trois amours de Puccini.

## Accoglienza
Il film ebbe parecchio successo tra il pubblico: incassò 790.400.000 lire dell'epoca, risultando il quarto maggior introito dell'anno in Italia.